# Bahnhof Falkenberg (Elster)

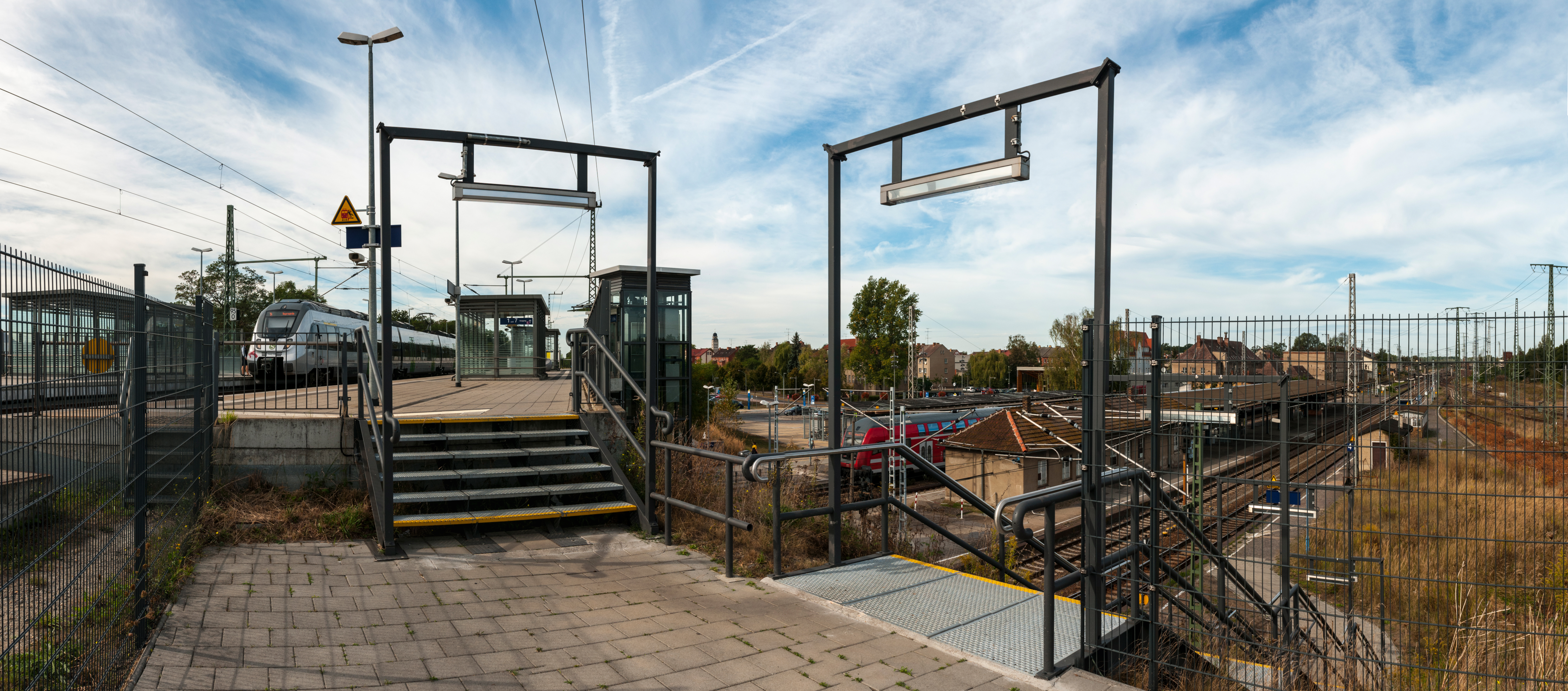
Oberer und unterer Bahnsteig

Der Bahnhof Falkenberg (Elster) ist einer der größten Bahnhöfe im Land Brandenburg. Er liegt in der Stadt Falkenberg/Elster im Süden des Landes. Vom Bahnhof verlaufen Eisenbahnstrecken in sieben Richtungen. Er ist als Turmbahnhof gebaut, wobei die Strecken in beiden Ebenen durch mehrere Verbindungskurven verknüpft sind. Sowohl im oberen als auch im unteren Bahnhofsteil gibt es große Rangieranlagen. Zeitweise galt Falkenberg als der fünftgrößte Rangierbahnhof der DDR. Diese Anlagen sind seit den 1990er Jahren nur noch teilweise in Benutzung.
Ein großes, 1882 gebautes Empfangsgebäude des Bahnhofs wurde im Zweiten Weltkrieg zerstört; ein zur DDR-Zeit entstandener Gaststättenbau wurde nach 2010 erheblich umgebaut und dient heute als Empfangsgebäude. Eine Reihe von Bauten des Bahnhofs und in seinem Umfeld steht unter Denkmalschutz.

## Lage und Name
Der Bahnhof liegt zum größten Teil in der Stadt Falkenberg/Elster im Landkreis Elbe-Elster unweit der Landesgrenzen zu Sachsen und Sachsen-Anhalt. Ursprünglich hieß die Station Falkenberg (b. Torgau), 1937 erhielt sie ihren heutigen Namen. Während die Stadt sich heute Falkenberg/Elster (mit Schrägstrich) schreibt, erscheint der Flussname in der Bahnhofsbezeichnung im Klammerzusatz.
Die Anschrift ist Bahnhofstr. 8, 04895 Falkenberg.
Das Bahnhofsgebäude liegt am Kilometer 111,9 der in Nord-Süd-Richtung verlaufenden Bahnstrecke Jüterbog–Röderau, am Kilometer 148,2 der von Südost nach Nordwest führenden Strecke von Kohlfurt (heute Węgliniec) nach Roßlau und am Kilometer 95,0 der West-Ost-Strecke Halle–Cottbus. Die letztgenannte führt durch den oberen Bahnhof von Falkenberg, die anderen durch den unteren. Im unteren Bahnhof beginnt außerdem die Niederlausitzer Eisenbahn, die in Richtung Nordosten führt.
Ausgedehnte Rangieranlagen sowohl im unteren als auch im oberen Bahnhofsteil erstrecken sich über mehrere Kilometer. Der östliche Teil des oberen Bahnhofs reicht bis auf das Gebiet der Stadt Uebigau-Wahrenbrück.
Das Zentrum der Stadt Falkenberg liegt westlich der Bahnstrecke aus Berlin und nördlich der Strecke aus Halle. Der ursprüngliche Dorfkern mit dem Rittergut war etwa 400 Meter vom Bahnhof entfernt.

## Geschichte

### Bahnhof

#### Die ersten Jahre
Die Berlin-Anhaltische Eisenbahn-Gesellschaft (BAE) eröffnete im Jahr 1841 ihre Strecke von Berlin nach Köthen (damals Cöthen). Sie plante von Anfang an eine weitere Strecke, die Berlin mit Leipzig und Dresden verbinden sollte. Die Städte Herzberg, Uebigau und Liebenwerda hatten sich hartnäckig gegen eine direkte Berührung ihrer Städte durch die Bahn gewandt. So wurde eine etwas westlichere Streckenführung gewählt, die das kleine Rittergutsdorf Falkenberg berührte. Zudem war die gewählte geradlinige Streckenführung die kürzeste und billigste Variante. Nachdem bereits zum Juli 1848 der Abschnitt von Jüterbog bis Herzberg fertiggestellt war (wo der Bahnhof deutlich entfernt von der Stadt entstand), ging das anschließende Stück bis Röderau und damit auch der Bahnhof Falkenberg zum 1. Oktober 1848 in Betrieb. Falkenberg erhielt eine kleine Haltestation, mit einem Bahnhofsvorsteher, einem Telegrafisten und je zwei Weichenstellern und Rangierern.

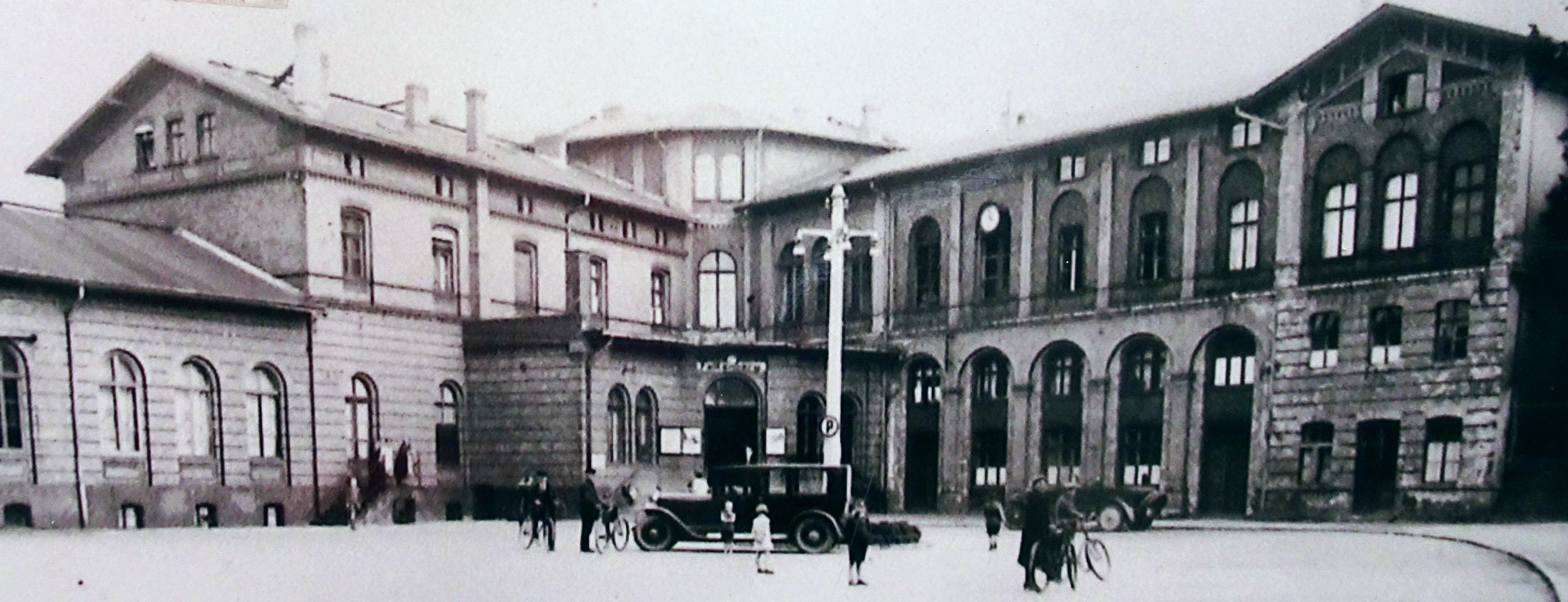
1882 gebautes Empfangsgebäude (im Zweiten Weltkrieg zerstört).

Am 1. Dezember 1871 ging die Bahnstrecke von Falkenberg nach Cottbus der Halle-Sorau-Gubener Eisenbahn (HSGE) in Betrieb. Zunächst hielten die Züge noch im unteren, dem alten Bahnhofsteil. Am 1. Mai 1872 wurde die Strecke von Falkenberg nach Westen bis Eilenburg eröffnet und Falkenberg wurde zum Turmbahnhof. Ab 30. Juni 1872 wurde der durchgehende Verkehr bis Halle aufgenommen und im selben Jahr durch die Oberlausitzer Eisenbahn-Gesellschaft mit dem Bau der Strecke von Kohlfurt nach Falkenberg begonnen. Deren Eröffnung fand am 1. Juni 1874 statt, am 15. Oktober 1875 folgte durch die BAE die Verlängerung nach Wittenberg mit Anschluss zu den Bahnstrecken nach Halle und Dessau. Die BAE übernahm 1878 auch die Betriebsführung auf der Strecke der Oberlausitzer-Eisenbahn-Gesellschaft. Der Verkehr auf allen drei Strecken entwickelte sich in den Folgejahren sehr rege, so dass Falkenberg zum bedeutenden Bahnknoten wurde. 1882 erhielt der Bahnhof ein neues, größeres Empfangsgebäude am Schnittpunkt der oberen und unteren Strecken. Im selben Jahr übernahm der preußische Staat die Betriebsführung auf den Strecken der BAE, zwei Jahre später auch auf der HSGE. Dennoch hielten sich die Bezeichnungen Halle-Sorauer Bahnhof für den oberen und Berlin-Anhalter Bahnhof für den unteren Bahnhofsteil noch lange weiter.
Die damals zuständige Staatsbahndirektion Erfurt fasste die beiden Maschinenstationen der BAE und HSGE zusammen, seit 1887 wurden sie als Betriebswerkstätte bezeichnet. Aus ihr ging das spätere Bahnbetriebswerk (Bw) hervor.

#### Ausbau nach 1890

Lageskizze aus der Zeit vor dem Ersten Weltkrieg. Fette Linien: Gleise mit Personenverkehr, dünne Linien: reine Gütergleise

Zum Ende des 19. Jahrhunderts nahm der Verkehr um Falkenberg deutlich zu. Nachdem es auf den drei Hauptbahnstrecken zu größeren Kapazitätsengpässen gekommen war, wurden diese zwischen 1896 und 1912 zweigleisig ausgebaut. Auch die Bahnhofsanlagen mit den Rangierbahnhöfen und Werkstätten wurden ausgebaut. Im Jahr 1895 wurde ein neuer Wasserturm gebaut, 1908 ging ein weiterer Lokschuppen im unteren Bahnhof in Betrieb. Als letzte der Falkenberg berührenden Bahnstrecken nahm am 15. März 1898 die private Niederlausitzer Eisenbahn nach Uckro ihren Betrieb auf.
Bei einem Zugunglück im Sommer 1934 fuhr ein Güterzug im unteren Bahnhofteil auf einen anderen auf und die aus dem Gleis gedrückten Fahrzeuge kollidierten mit einem entgegenkommenden Zug. Ein Mensch kam dabei ums Leben.
1936 eröffnete die Wehrmacht in Alt-Lönnewitz südwestlich von Falkenberg den Fliegerhorst Alt-Lönnewitz. Zu ihm führte eine Anschlussbahn vom unteren Bahnhofsteil, die zum Materialtransport und zur Beförderung der Beschäftigten des Flugplatzes diente.
1939 umfasste der Bahnhof 20 Kilometer Haupt- und 93 Kilometer Nebengleise mit 324 Weichen. Dazu gehörten 20 Stellwerke und jeweils drei Lokschuppen auf dem oberen und dem unteren Bahnhofsteil. Im Wagenausgang wurden bis zu 4000 Güterwagen am Tag vom oberen und 2400 vom unteren Bahnhofsteil aus befördert. Anschlussbahnen gab es zum Flugplatz mit einem Nebenanschluss zu einem Umspannwerk und zu einer in Falkenberg ansässigen Filiale der Genossenschaft Kornhaus Torgau.
Im Zweiten Weltkrieg begannen Bauarbeiten zum mehrgleisigen Ausbau der Strecke in Richtung Jüterbog, die nicht fertiggestellt wurden. Einige Dammaufschüttungen sind erhalten geblieben. Die Arbeiten wurden maßgeblich unter dem Einsatz von Zwangsarbeitern und Kriegsgefangenen durchgeführt.
Wegen der strategischen Bedeutung des Bahnhofs mit seinen Rangieranlagen sowie des nahegelegenen Flugplatzes war Falkenberg im Zweiten Weltkrieg mehrfach Ziel alliierter Bombenangriffe. Die schwersten dieser Angriffe ereigneten sich im April 1945. Am 18. April wurden das Empfangsgebäude und das Kreuzungsbauwerk sowie eine Reihe von Gebäuden in der Umgebung völlig zerstört. Nachdem Radioberichte bereits für den folgenden Tag weitere Angriffe mit dem Ziel der völligen Zerstörung des Eisenbahnknotens Falkenberg angekündigt hatten, trafen Bombenangriffe dabei vor allem den unteren Bahnhof und zerstörten eine Reihe von Anlagen, darunter das Bahnbetriebswerk.

#### Nach dem Zweiten Weltkrieg

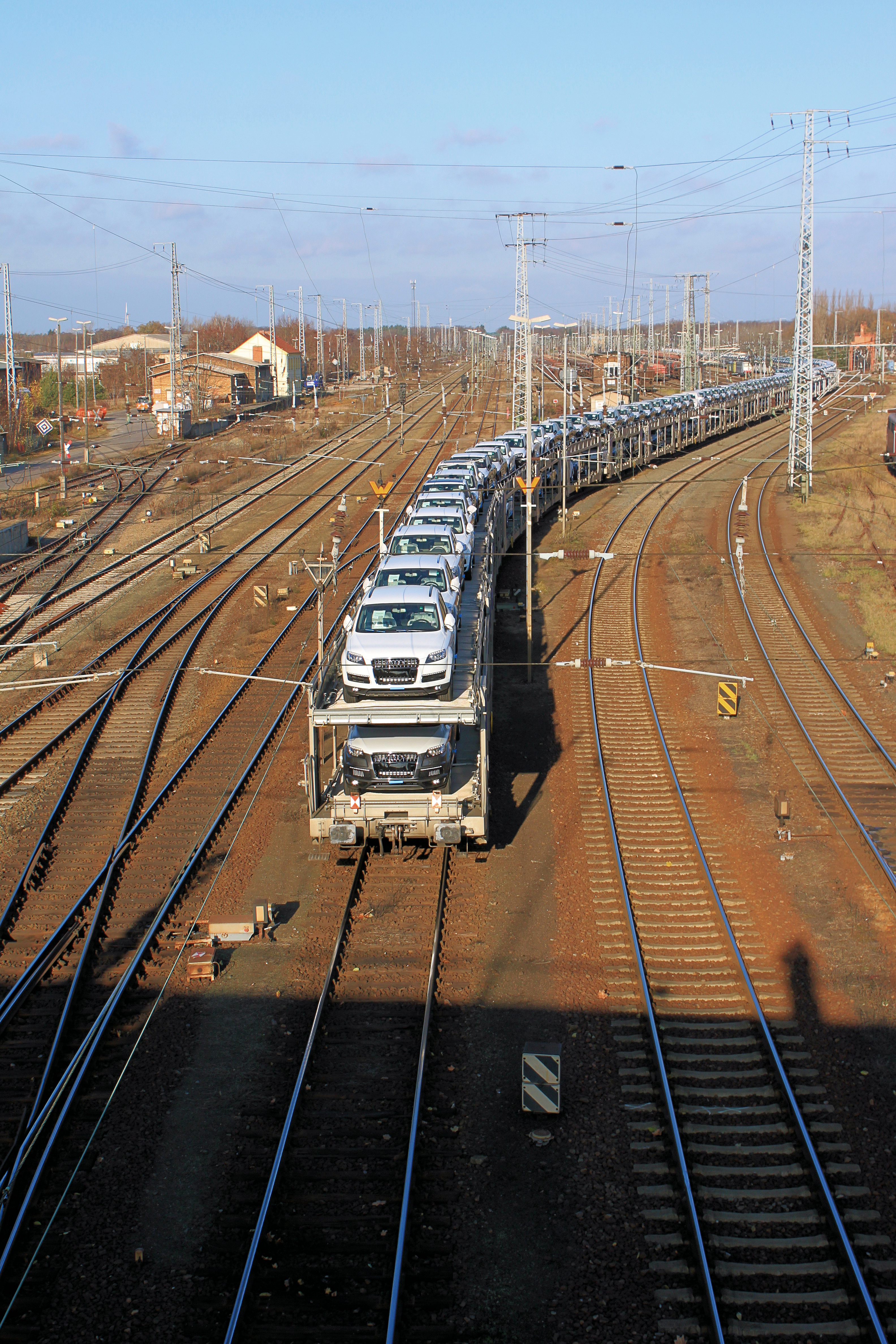
Unterer Rangierbahnhof

Wenige Tage nach Kriegsende verfügte der am 15. Mai 1945 von den sowjetischen Truppen eingesetzte Bahnhofskommandant Braschenko den Wiederaufbau der strategisch wichtigen Bahnanlagen. In den folgenden Monaten gingen die von Falkenberg ausgehenden Bahnstrecken schrittweise wieder zunächst provisorisch in Betrieb. Erst 1948 waren alle Gleisanlagen wieder befahrbar. Allerdings wurde auf allen vorher zweigleisigen Strecken das zweite Streckengleis abgebaut.
In der DDR-Zeit wurde der Bahnhof weiter ausgebaut und umfasste 160 Kilometer Gleisanlagen und 377 Weichen. Neben der bereits seit dem 19. Jahrhundert bestehenden nordöstlichen Verbindungskurve vom unteren zum oberen Bahnhofsteil entstanden Verbindungskurven südöstlich der Streckenkreuzung, die direkte Fahrten aus Richtung Westen in den unteren Bahnhof und in Richtung Elsterwerda ermöglichten, ohne einen Fahrtrichtungswechsel im oberen Rangierbahnhof durchführen zu müssen. Das Bahnbetriebswerk wurde mit über 500 Beschäftigten zu einem der größten der DDR. Im Güterverkehr wurden in den 1970er und 1980er Jahren täglich etwa 5000 Wagen im Abgang aus Falkenberg befördert. Die Strecken Wegliniec–Roßlau, Halle–Cottbus und Falkenberg–Röderau wurden, beginnend etwa 1970, wieder zweigleisig ausgebaut. Der Abschnitt Falkenberg–Röderau war der letzte, er wurde erst Mitte der 1980er fertiggestellt. Der Streckenabschnitt Jüterbog–Falkenberg blieb eingleisig, allerdings wurde auf den Wiedereinbau des zweiten Gleises weitgehend Rücksicht genommen.
Wichtig war der Bahnhof auch für die Landesverteidigung. Für durchreisende Soldaten der sowjetischen Armee waren Gütergleise provisorisch mit Bahnsteigen versehen worden, damit sie Waschgelegenheiten und andere Möglichkeiten zur Pausengestaltung auf dem Bahnhofsgelände nutzen konnten. Im Jahr 1972 ging ein neues Gaststättengebäude der Mitropa in Betrieb.
Am 27. September 1986 erreichte der erste mit einer elektrischen Lokomotive bespannte Personenzug aus Richtung Lutherstadt Wittenberg den Bahnhof Falkenberg, am 13. Dezember des gleichen Jahres wurde der elektrische Betrieb in Richtung Riesa aufgenommen. Im Oktober 1987 folgte die Strecke in Richtung Ruhland. Die übrigen drei Hauptbahnäste in Richtung Jüterbog, Torgau und Finsterwalde wurden im Jahr 1989 elektrifiziert. Im Zusammenhang mit der Elektrifizierung der Strecke Halle–Cottbus erhielten auch die Verbindungsbögen Fahrleitungsanlagen. Bahnhof und Bw Falkenberg gehörten zum Zuständigkeitsbereich der Reichsbahndirektion Halle.
Nach 1990 nahm die Bedeutung des Bahnhofs im Güterverkehr aufgrund des Rückgangs der industriellen Produktion in der Region und der Verkehrsverlagerung auf die Straße deutlich ab. Seit 1991 hatte sich der Fahrzeugbestand im Bahnbetriebswerk immer stärker verringert, bis das Werk 1994 dem Betriebshof Lutherstadt Wittenberg angeschlossen wurde. Im Jahr 1998 wurde das Werk zu einer Einsatzstelle des Betriebshofs Leipzig-Engelsdorf und wenig später in eine reine Personaleinsatzstelle ohne Fahrzeugstationierung umgewandelt.
In den Jahren 2010/11 wurden die Personenbahnsteige im oberen Bahnhofsteil neu gebaut und die Bahnanlagen umgestaltet. Dabei entfiel das dritte Bahnsteiggleis. Das ehemalige Mitropa-Gebäude wurde grundlegend umgebaut. Teile des oberen Rangierbahnhofs mit den Stellwerken 5, 10 und 11 wurde im Jahr 2011 von der BLG AutoRail übernommen, die es als „Drehscheibe für Autotransporte auf der Schiene“ insbesondere für Autoimporte aus Tschechien und Slowakei nutzt. Seit April 2017 ist die BLG RailTec GmbH Betreiber des nördlichen Teils des oberen (Rangier-)Bahnhofs. Die Anlagen der BLG RailTec sind nur noch auf der Westseite mit dem übrigen Netz verbunden. Das Stellwerk 5 ging wieder in Betrieb, die ehemaligen Stellwerksbereiche 10 und 11 wurden Handweichenbereiche. Die Fahrleitung über den BLG-Anlagen wurde vollständig abgebaut.
Seit 2022/2023 plant die Deutsche Bahn einen Umbau des Bahnknoten Falkenberg mit voraussichtlichem Baubeginn 2033. Dazu gehört ein Digitales Stellwerk und der Umbau der Verkehrsstationen.  Beim Planauftakt im August 2024 wurde eine gesicherte Finanzierung von 100 Millionen genannt. Darin enthalten ist Planung des zweigleisigen Begegnungsabschnittes Linda-Holzdorf zur Anbindung der Bundeswehrkaserne (an der Bahnstrecke Jüterbog–Röderau).

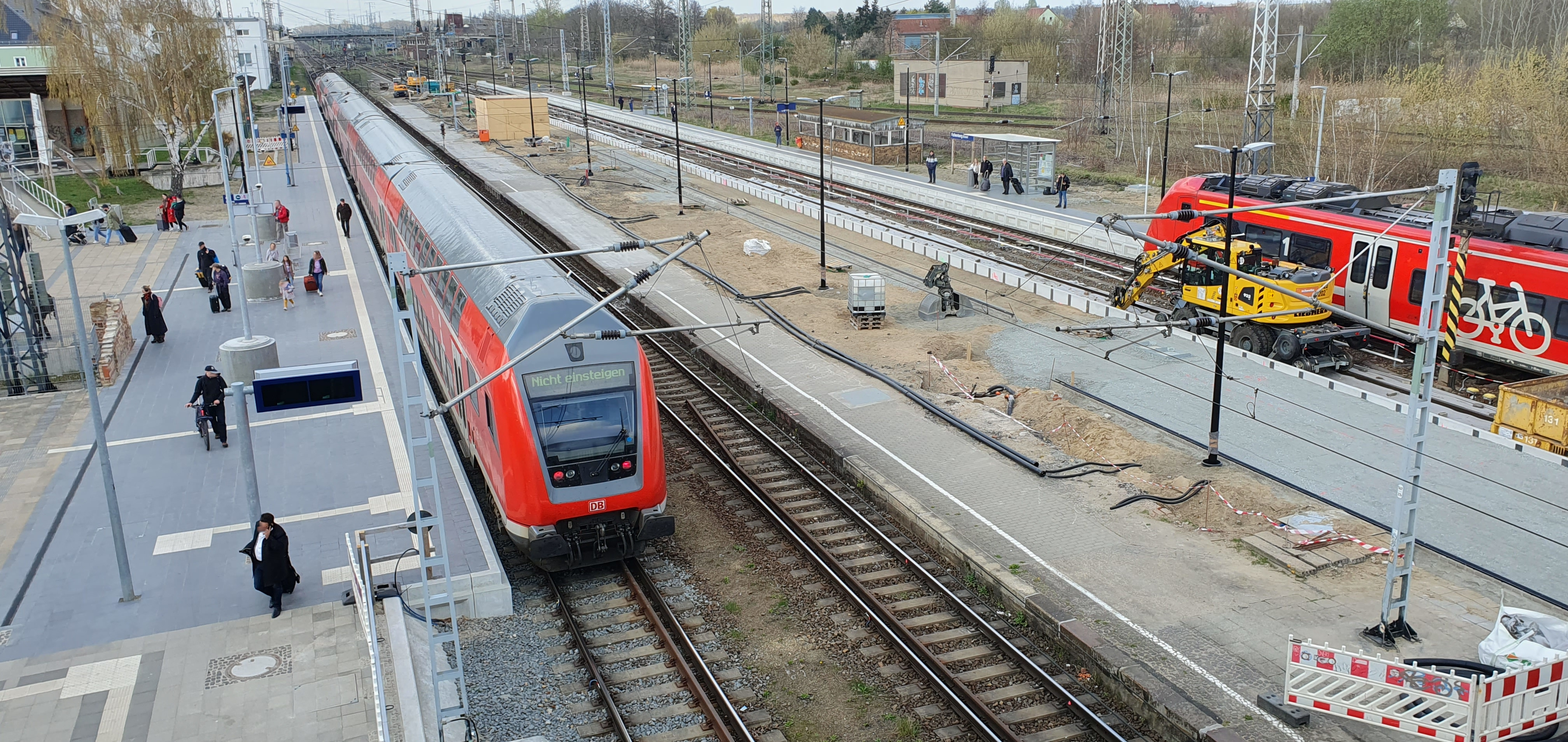
Untere Bahnsteige, April 2025

Im September 2022 erfolgte die Plangenehmigung für den „Ersatz unterer Bahnhof“. Das Vorhaben umfasst Rückbau und Ersatzneubau des Hausbahnsteiges 1 (Länge 170 m, Breite mindestens 2,5 m, Höhe 0,55 m über Schienenoberkante) mit Verlängerung des Bahnsteigdaches, Rückbau und Ersatzneubau des Mittelbahnsteiges 2/3 (Länge 170 m, Breite ca. 10,8 m, Höhe 0,55 m über Schienenoberkante), mit Bahnsteigdach bis zur Verbindungsbrücke und Neubau des Personenaufzugs zu Bahnsteig 7, Rückbau und Ersatzneubau des Außenbahnsteiges 4 (Länge 185 m, Breite mindestens 2,5 m, Höhe 0,55 m über Schienenoberkante),  mit Ersatzneubau der Verbindungstreppe und Neubau eines Personenaufzuges zum Bahnsteig 6. Seit Februar 2024 wurden die unteren Bahnsteige (Gleis 1 bis 4) von Grund auf erneuert – inklusive neuer Bahnsteigdächer, Treppen, Zuwegen sowie Rückbau alter Bahn-Gebäude. Im weiteren entstehen zwei neue Aufzüge (von Gleis 2/3 zu Gleis 7 und von Gleis 4 zu Gleis 6). Die Arbeiten enden voraussichtlich Ende 2025. Mindestens ab April 2025 waren die neuen Bahnsteigkanten an Gleis 1 und 4 fertiggestellt, und der Neubau des Mittelbahnsteiges an Gleis 2/3 ist begonnen worden.

### Umfeld

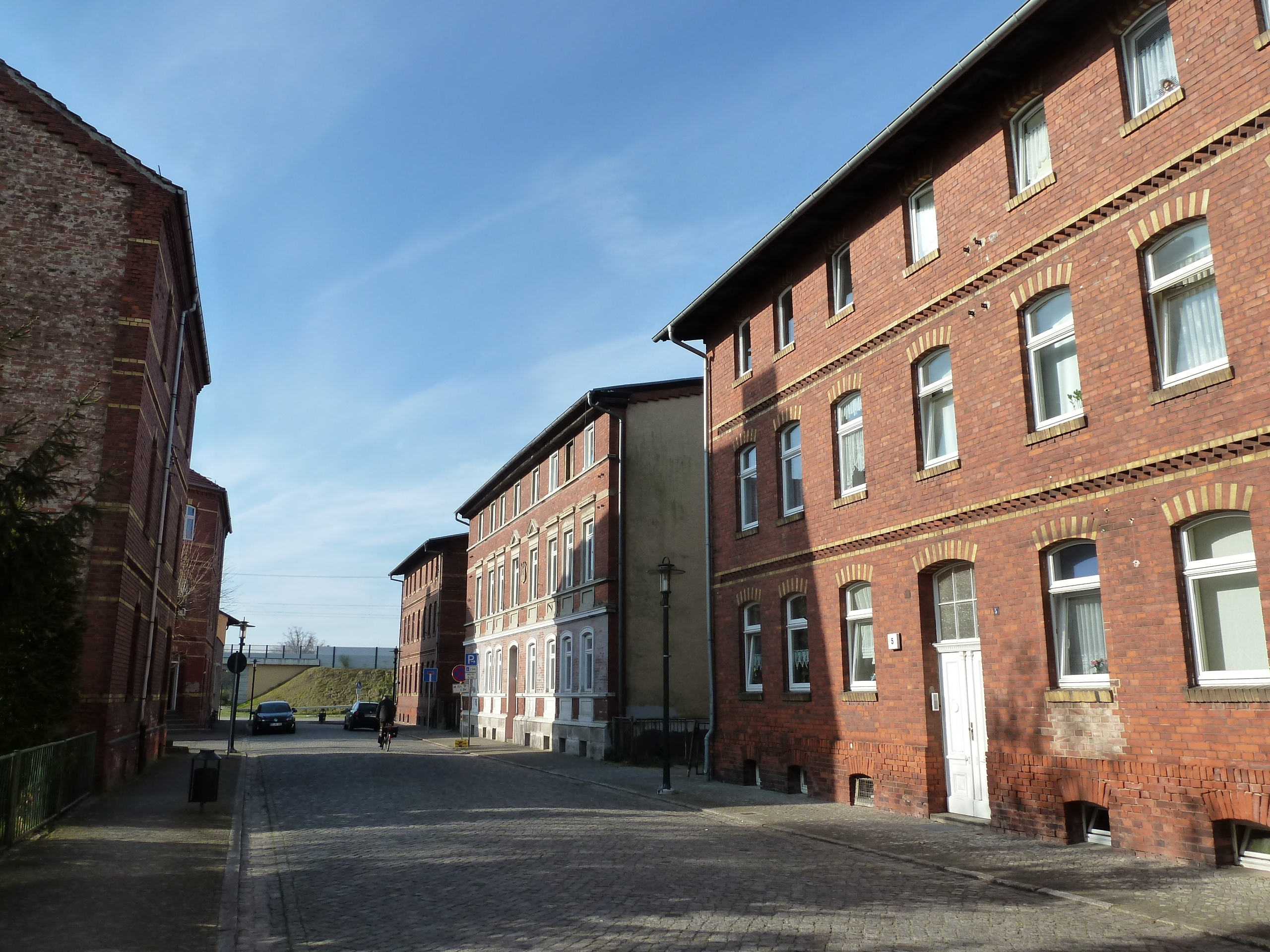
Westlich des Bahnhofs entstand um 1900 eine Eisenbahnersiedlung, die heute unter Denkmalschutz steht.

Der Ort Falkenberg ist entscheidend von der Eisenbahn geprägt. In den ersten Jahren des Bahnhofs war Falkenberg nur eine Unterwegsstation, der Ort entwickelte sich in dieser Zeit nur wenig. Unmittelbar vor dem Bau der Eisenbahn hatte Falkenberg 350 Einwohner, zur Zeit der Eröffnung der Ost-West-Strecke im Jahr waren es 405. Nach dem Bau der Ost-West-Strecke und später auch der Strecke von Wittenberg nach Kohlfurt wurde Falkenberg zum Eisenbahnknoten. Das Dorf wuchs beträchtlich. Eine Reihe von Eisenbahnern siedelten sich in der Stadt an. Das Areal zwischen Bahnhof und dem alten Dorfkern wurde nach und nach bebaut. 1888 eröffnete das Postamt neben dem Empfangsgebäude.
Ende des 19. Jahrhunderts wurden die sich ausdehnenden Gleisanlagen mehr und mehr zu einem Verkehrshindernis. Anstelle des Bahnübergangs der Uebigauer Straße nördlich der Bahnsteige des unteren Bahnhofs wurde 1896 eine Überführung über die Gleise gebaut.
Von 1897 an errichtete eine Genossenschaft mit Hilfe eines Darlehens in mehreren Straßenzügen westlich des Bahnhofs mietskasernenartige Häuser, zu denen Ställe, etwas Gartenland und Gemeinschaftswaschküchen gehörten. Dieses Gebiet ist heute als Eisenbahnersiedlung Falkenberg ein Denkmalbereich. Im Jahr 1912 kam das Rittergut in den Besitz der Gemeinde, wodurch neue Bauflächen vor allem östlich der Bahn ausgewiesen werden konnten. In den 1920er Jahren entstanden weitere Wohnungen, mit 4850 Einwohnern war Falkenberg 1925 der größte Ort im damaligen Kreis Liebenwerda.
Im Jahr 1962 erhielt der damals etwa 7000 Einwohner zählende Ort das Stadtrecht. Im Stadtwappen ist unter anderem ein Flügelrad als Symbol der Eisenbahn dargestellt.

## Anlagen und Bauten

### Empfangsgebäude

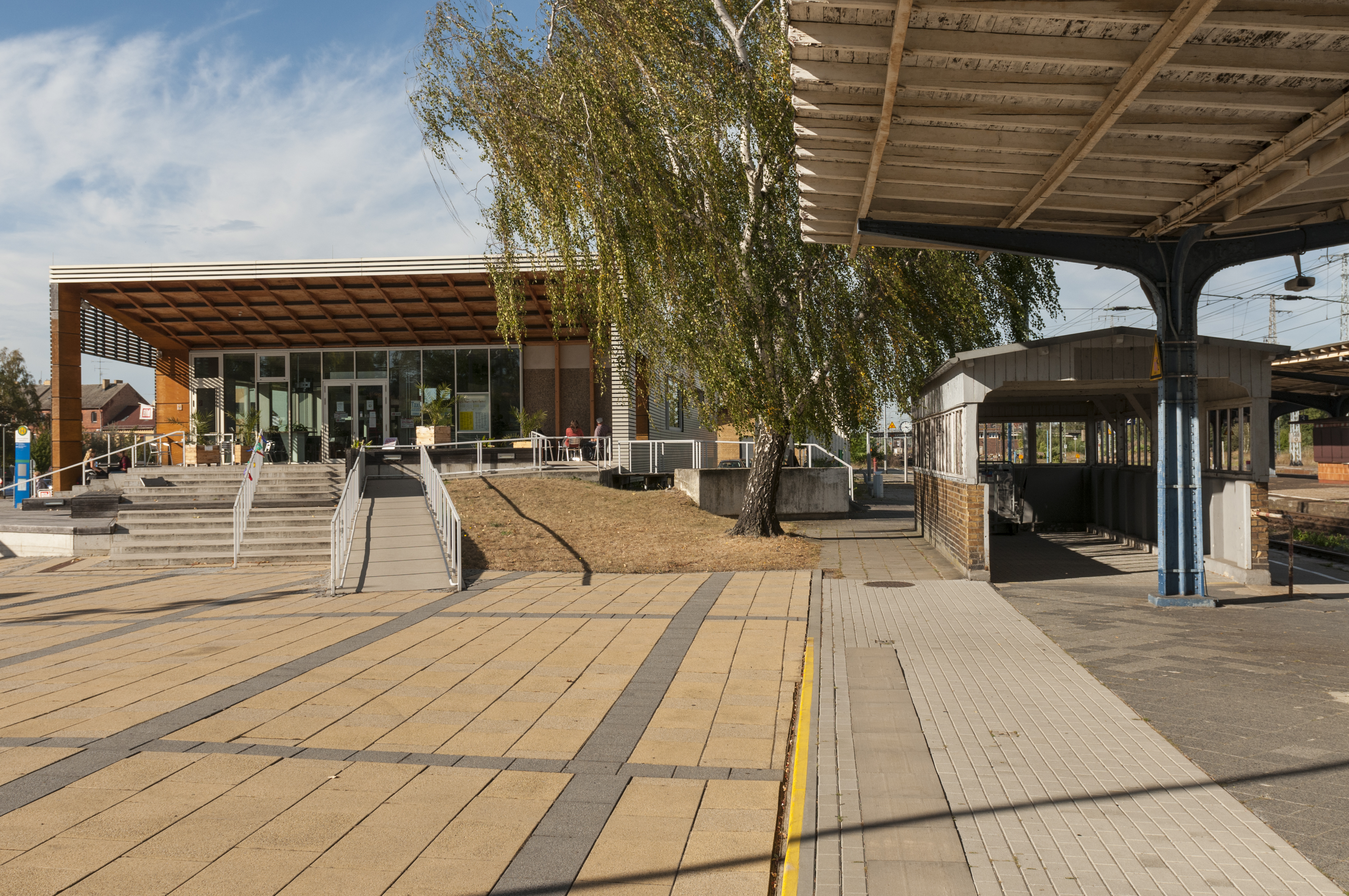
Neues Empfangsgebäude

Kurz nach Fertigstellung der Strecke erhielt Falkenberg ein kleines Empfangsgebäude auf der Westseite der Gleise der Anhalter Bahn. Nach Fertigstellung der beiden anderen Hauptbahnstrecken wurde ein großes Empfangsgebäude im Winkel zwischen der Ost-West- und der Nord-Süd-Strecke gebaut. Im Zweiten Weltkrieg wurde das Gebäude zerstört. Danach diente der ursprüngliche Bahnhofsbau wieder als Empfangsgebäude. Im Jahr 1985 wurde das Haus erheblich umgebaut und seine äußere Gestalt stark verändert. Es diente später als Dienstgebäude. Mittlerweile steht das Gebäude leer, im Dezember 2013 wurde es bei einer Immobilienauktion verkauft.
In den 1970er Jahren entstand südlich davon ein Neubau für eine Mitropa-Gaststätte. Nach 1990 wurde das Gaststättengebäude geschlossen, nach 2000 vorübergehend teilweise von einem Kiosk genutzt und 2010 grundlegend umgebaut. 2011 wurde das erneuerte Gebäude eingeweiht, in dem sich wieder eine Gaststätte und eine Fahrkartenverkaufsstelle befinden. Vor dem Umbau war ein nördlich davon am Bahnsteig gelegenes kleines Gebäude für den Fahrkartenverkauf genutzt worden.

### Bahnsteige

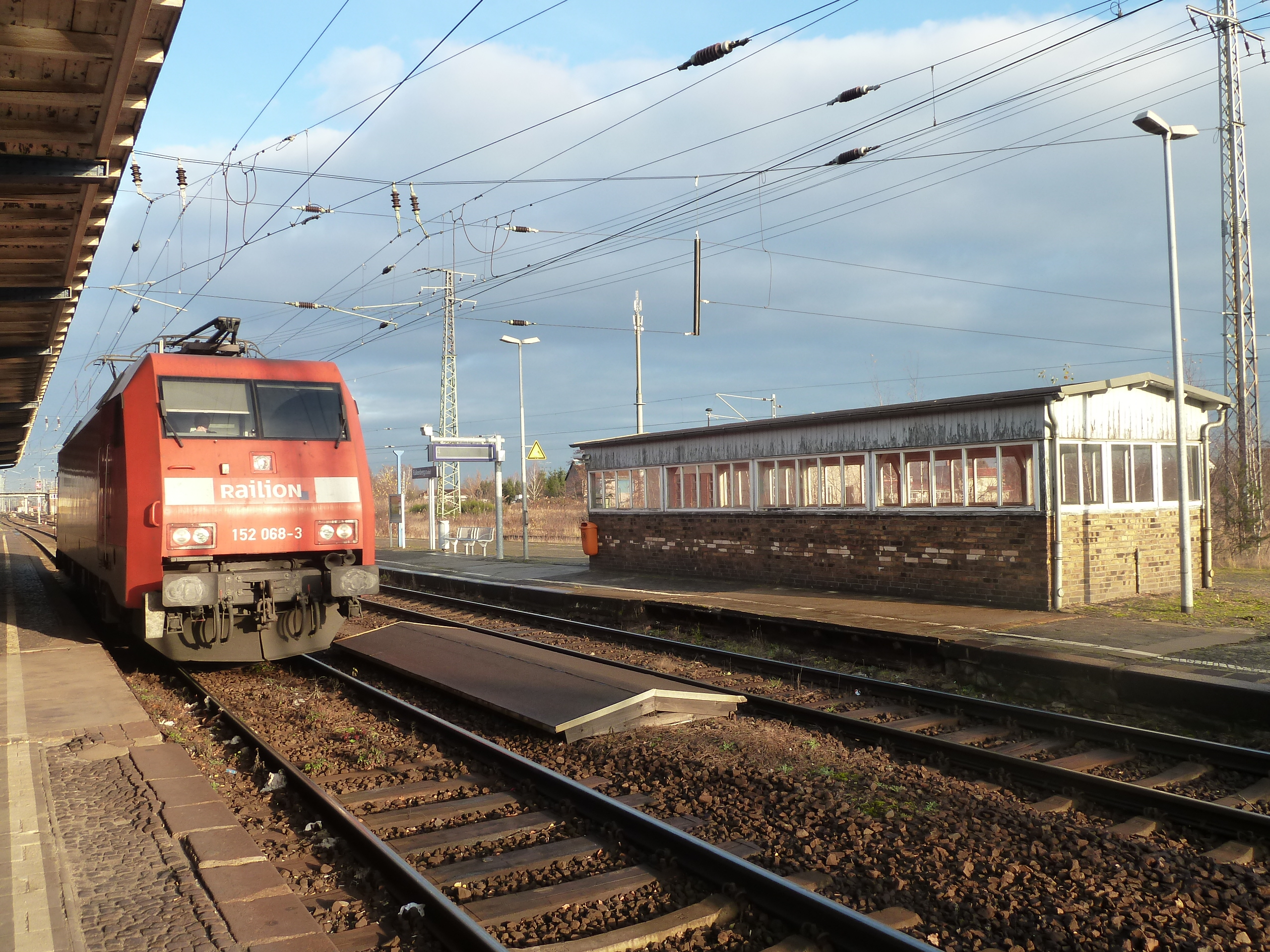
Bahnsteige 3, 4 und 5 mit denkmalgeschützter Treppenüberdachung

Der untere Bahnhofsteil besitzt fünf Bahnsteiggleise, Gleis 1 am Hausbahnsteig, die anderen (Gleis 2 und 3 sowie 4 und 5) an zwei Mittelbahnsteigen. Das östliche Gleis 5, früher vor allem von den Zügen der Niederlausitzer Eisenbahn bedient, wird nicht mehr genutzt. An den südlichen Bahnsteigenden führen Treppen zu den oberen Bahnsteigen. Die unteren Bahnsteige waren über einen Fußgängertunnel verbunden. Im Sommer 2012 wurde der Tunnel gesperrt und verfüllt, Reisende zwischen den verschiedenen unteren Bahnsteigen müssen den Weg über die oberen Bahnsteige nehmen.
Im oberen Bahnhofsteil befinden sich zwei Außenbahnsteige mit den Nummern 6 und 7. Bis zum Umbau nach 2000 gab es dort drei Bahnsteiggleise, neben dem Gleis 6 in etwa der heutigen Lage lagen die Gleise 7 und 8 an einem Inselbahnsteig. Das durchgehende Hauptgleis Halle–Cottbus war das südliche, nicht mehr vorhandene Gleis.

### Gleisanlagen

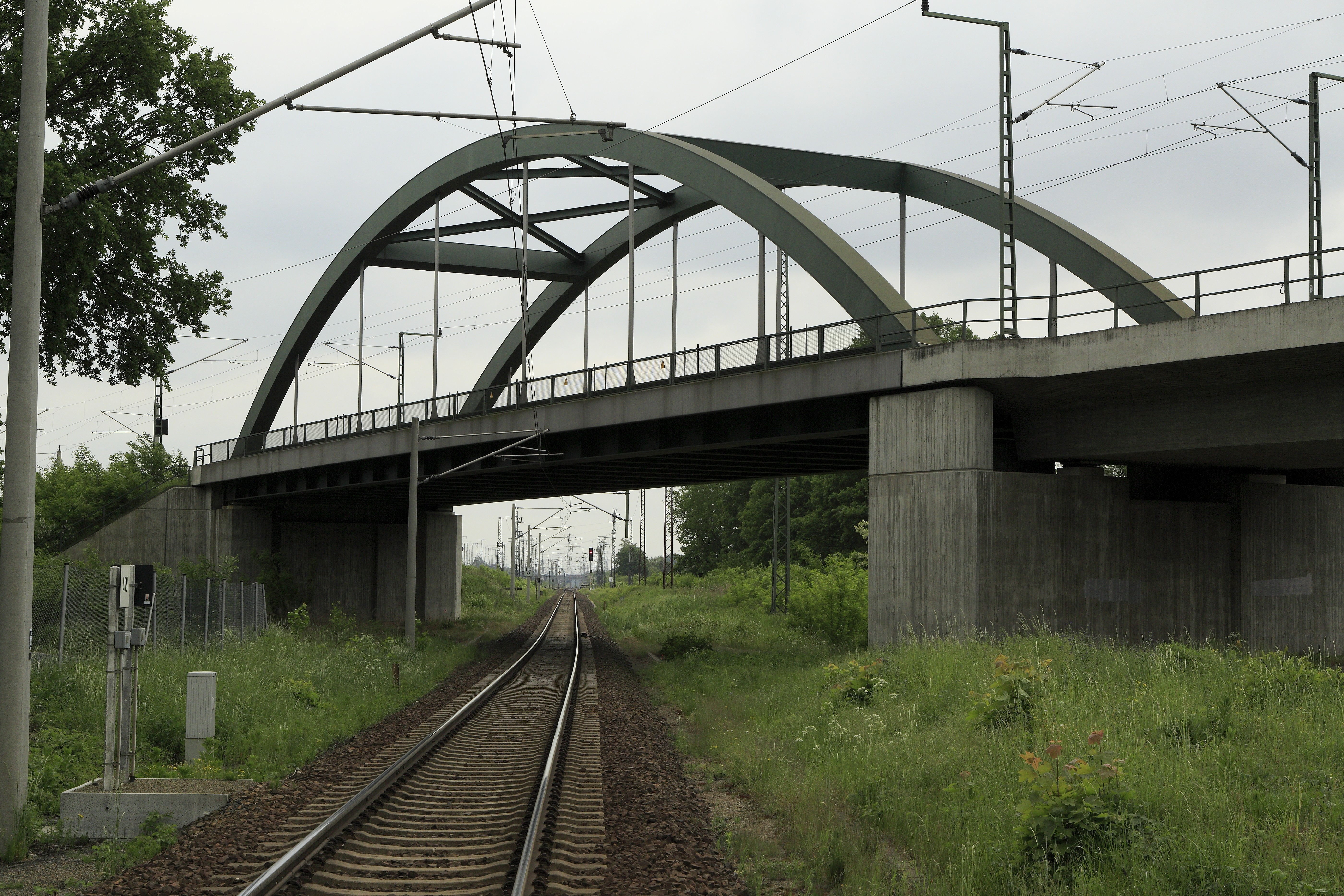
Kreuzungsbauwerk am Nordkopf

Im Bereich des Bahnhofs kreuzen sich die elektrifizierten Hauptbahnen Jüterbog – Röderau und (Węgliniec–) Horka Grenze – Roßlau (beide im unteren Bahnhof) sowie Halle – Cottbus – Guben (oberer Bahnhof). Im Bahnhof beginnt die im weiteren Verlauf stillgelegte Niederlausitzer Eisenbahn, eine Nebenbahn in Richtung Nordosten. Bedient wird der Industrieanschluss des ehemaligen Kalksandsteinwerkes, zur Vereinfachung wurde das Streckengleis im Bereich des Wegüberganges Schwarzer Weg an die Stammgleise der Strecke 6207 (Węgliniec–Roßlau) angeschwenkt. Das alte Stammgleis der Strecke 6826 nach Beeskow führte am östlichen Rand des unteren Güterbahnhofes vorbei und um den Ringlokschuppen des Bw herum. Es ist ebenso wie das Bw außer Betrieb und beidseitig abgebunden. Beim Neubau des Kreuzungsbauwerkes entfiel das dritte Bahnsteiggleis des oberen Bahnhofs.
Mehrere Verbindungskurven im nordöstlichen und südöstlichen Bahnhofsteil ermöglichen Fahrten zwischen beiden Ebenen. Die Strecke aus Röderau ist dabei nicht direkt mit der Strecke Halle–Cottbus verknüpft. Fahrten zwischen der Strecke 6345 und Röderau erfordern einen Richtungswechsel im unteren Bahnhof.
Die Strecke aus Wittenberg überquert die Strecke aus Jüterbog etwa zwei Kilometer nördlich des Personenbahnhofs. Zwischen den beiden Strecken liegt der untere Rangierbahnhof. Der obere Rangierbahnhof befindet sich östlich des Personenbahnhofs an der Strecke in Richtung Cottbus bis zum Haltepunkt Uebigau. Der untere Bahnhof ist als einseitiger, der obere als zweiseitiger Rangierbahnhof ausgelegt. Die Ablaufberge des oberen Güterbahnhof und die Anbindungen im Bereich des Stellwerkes W 12 am Hp Uebigau wurden nach der Übernahme durch BLG Railtec vom Netz getrennt, außerdem wurde in diesem Bereich die erst 1989 errichtete Fahrleitung wieder abgebaut.

### Denkmalschutz

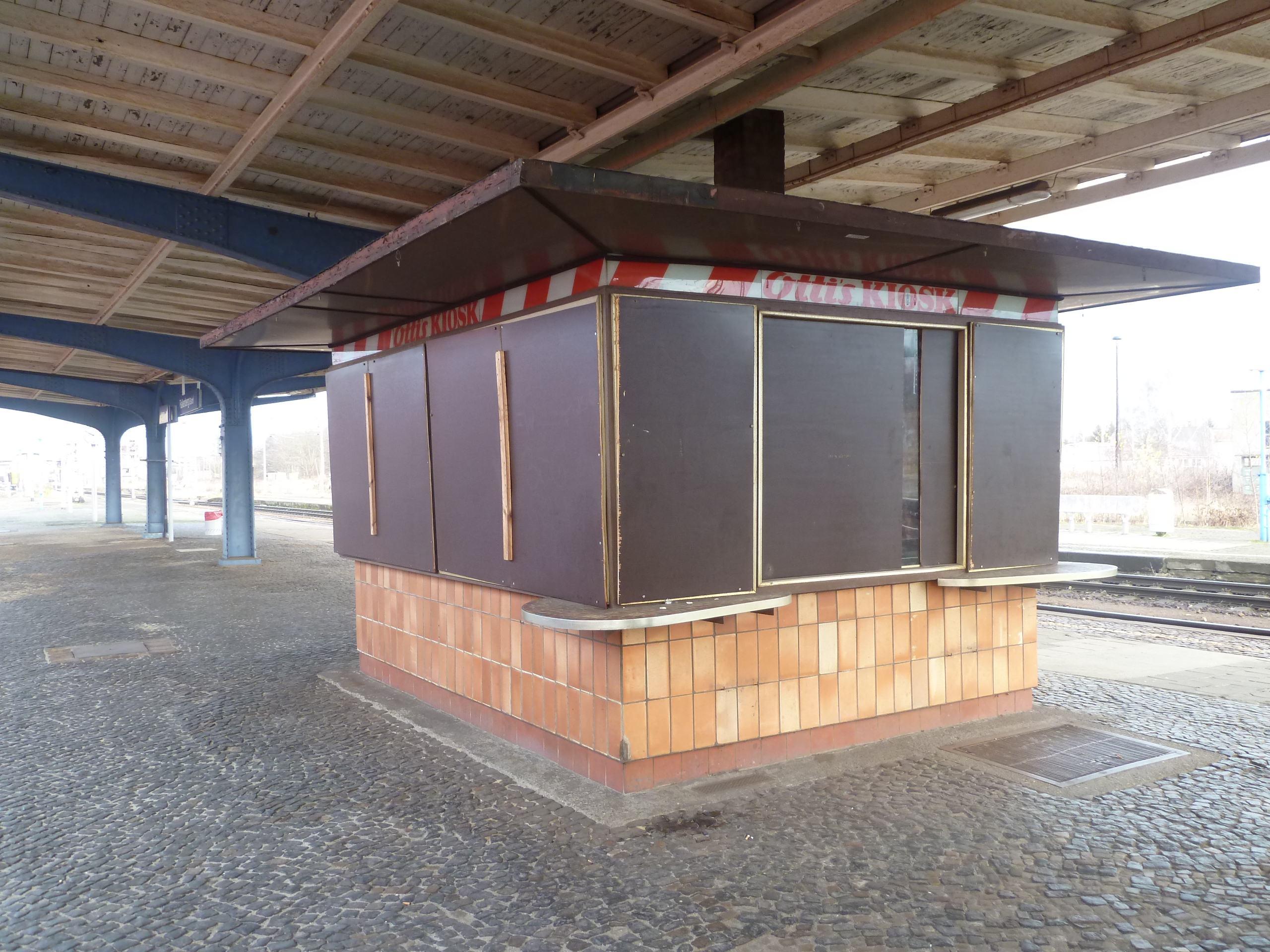
Kiosk und Bahnsteigüberdachung von Bahnsteig 2/3 sind denkmalgeschützt

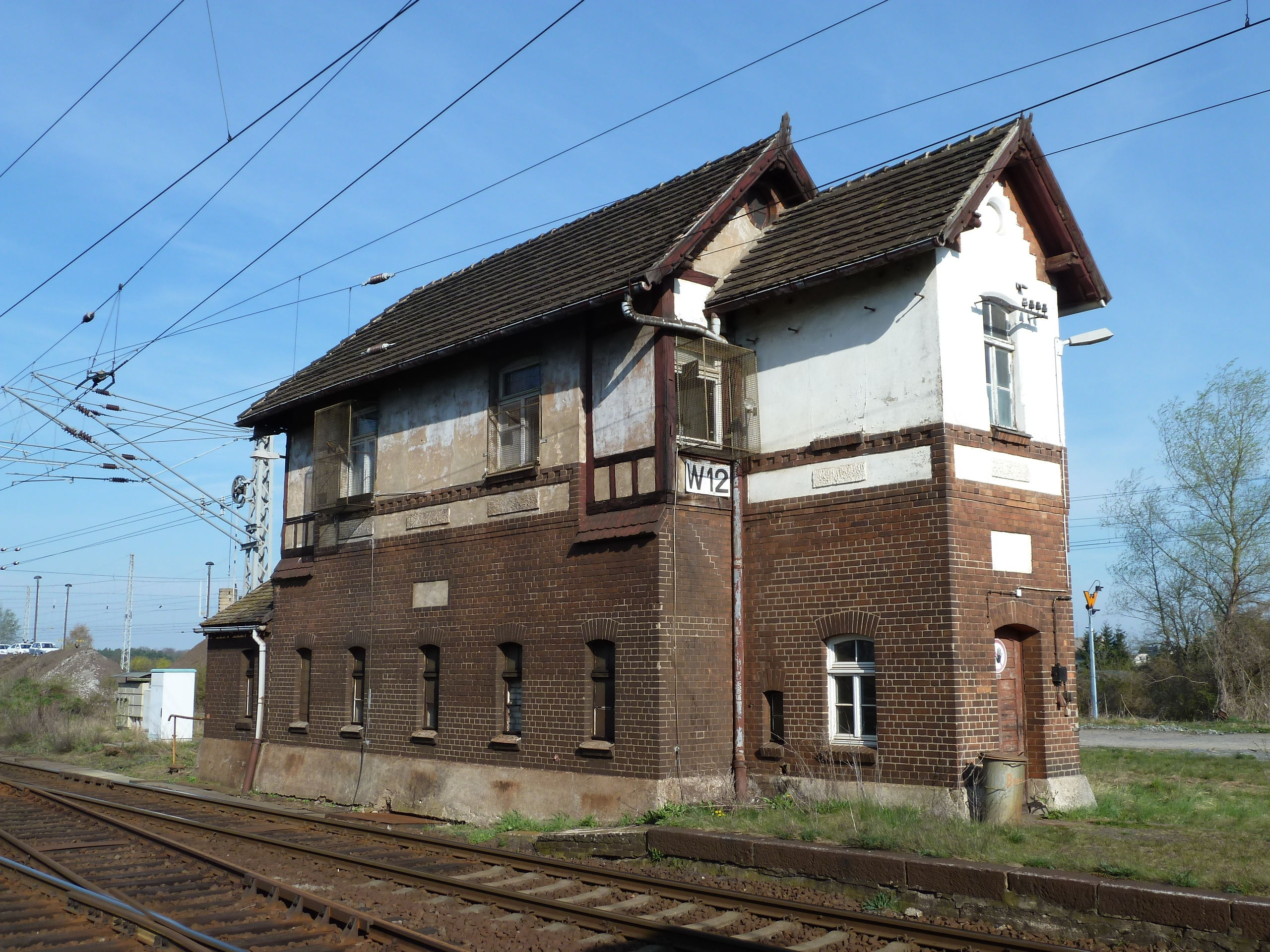
Denkmalgeschütztes Stellwerk W12 im östlichen Bahnhofsteil am Haltepunkt Uebigau in der Stadt Uebigau-Wahrenbrück

Eine Reihe von Bauten des Bahnhofs stehen als „Turmbahnhof Falkenberg“ auf der Denkmalliste der Stadt Falkenberg/Elster.
Im unteren Bahnhof betrifft das folgende Objekte: „Wasserstationsgebäude, Stellwerk ‚B 20‘ mit Technik, Bahnsteigüberdachung Bahnsteig 1, 2/3 sowie Überdachung des Treppenauf- und -abgangs Bahnsteig 1, 4/5, Absperrung des Treppenauf- und -abgangs Bahnsteige 2/3, Kiosk auf den Bahnsteigen 2/3 und Schrankenposten 4a“.
Der denkmalgeschützte Kiosk wurde 1989 von einem privaten Inhaber übernommen. Später nutzte der Inhaber nur noch einen Teil des ehemaligen Mitropa-Gebäudes als Kiosk. Mit dem Beginn der Umbauarbeiten schloss der Imbiss am 31. August 2010, nachdem der Inhaber sich nicht mit der Stadt über die künftige Nutzung einigen konnte.
Die Treppenaufgänge von den Bahnsteigen in den Fußgängertunnel sind nach der Schließung des Bahnsteigtunnels funktionslos geworden. Hoffnungen der Stadt Falkenberg, aufgrund des Denkmalschutzes den Tunnel erhalten zu können, erfüllten sich nicht, da der Denkmalschutz nur die bahnsteigseitigen Anlagen umfasst. Der Schrankenposten 4a an der Uebigauer Straße nördlich der Bahnsteige hat bereits Ende des 19. Jahrhunderts mit dem Bau der Überführung seine ursprüngliche Funktion verloren.
Im oberen Bahnhof stehen auf der Denkmalliste: „Wasserturm und Wasserkran, Stellwerk ‚B 3‘ mit Technik und gegenüberstehender Trafoturm“. Diese Objekte befinden sich im Rangierbahnhof, etwa anderthalb Kilometer östlich des Personenbahnhofs. Der Ringlokschuppen III des oberen Bahnbetriebswerks mit funktionsfähiger Drehscheibe wird seit 2001 von der privaten Lokomotivsammlung „Dampflokfriedhof Falkenberg“ genutzt, ist aber nicht mehr ans Netz angeschlossen.
Der Ringlokschuppen des Bahnbetriebswerkes am unteren Bahnhof ist teilweise noch erhalten, wird aber nicht genutzt.
Ebenfalls sind einige Bauten im Bahnhofsumfeld denkmalgeschützt. Dazu gehört der Denkmalbereich „Eisenbahnersiedlung in Falkenberg“, die ehemalige Bahnmeisterei (heute ein Wohnhaus) nördlich des Empfangsgebäudes, sowie eine „Dampflok der Baureihe 52 sowie zwei Wasserkräne, auf der Nordseite des Bahnbetriebsgeländes“. In diesem Bereich befindet sich auch das Eisenbahnmuseum Falkenberg/Elster in der Kantine des ehemaligen Bahnbetriebswerkes.
Das ehemalige Stellwerk W 12 am östlichen Ende der Bahnhofsanlagen steht auf der Denkmalliste der Stadt Uebigau-Wahrenbrück. Es liegt unmittelbar neben den Bahnsteigen des Haltepunktes Uebigau, dessen Empfangsgebäude ebenfalls denkmalgeschützt ist.

## Personenverkehr

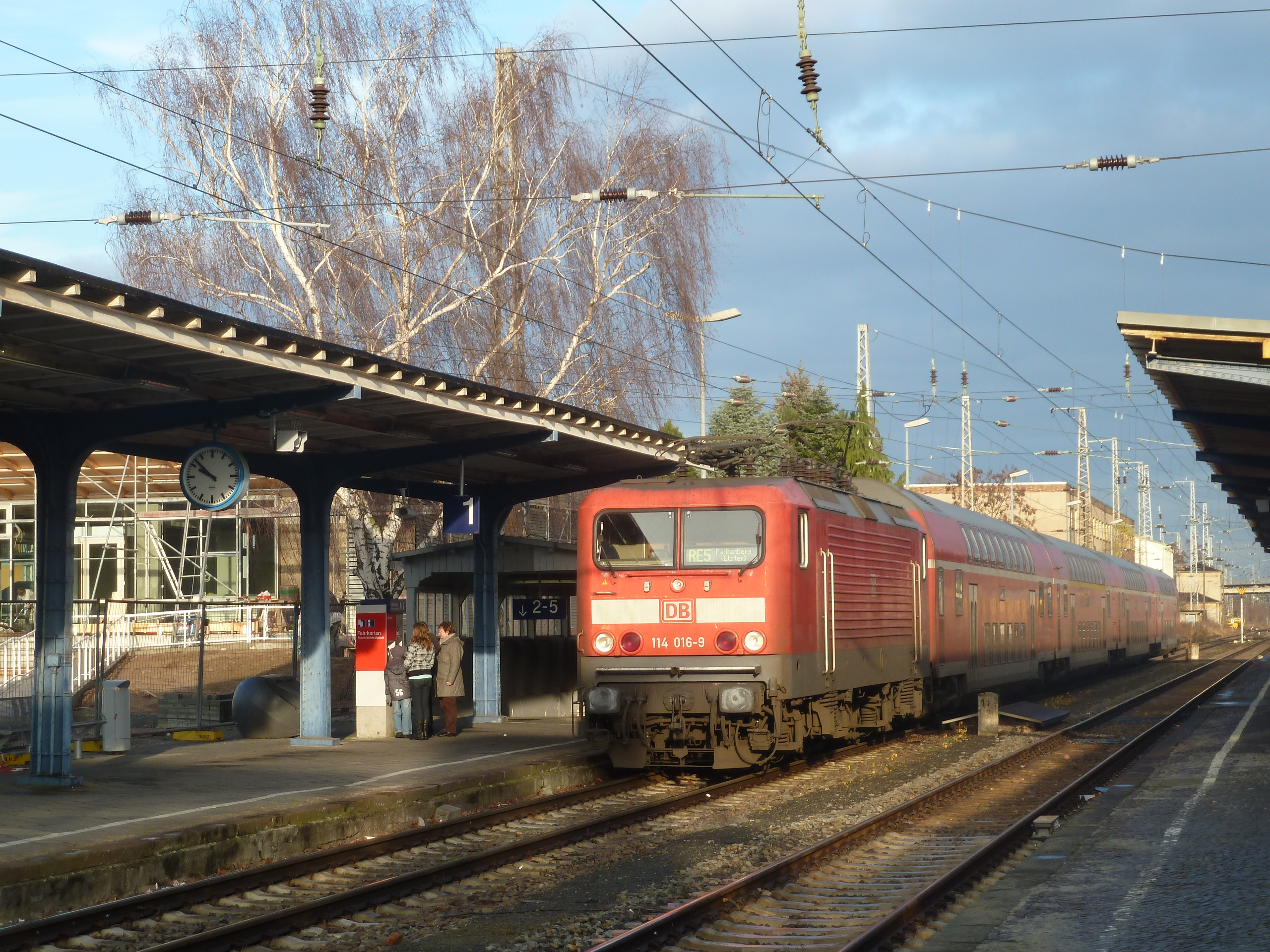
Ankommender Regionalexpress aus Berlin

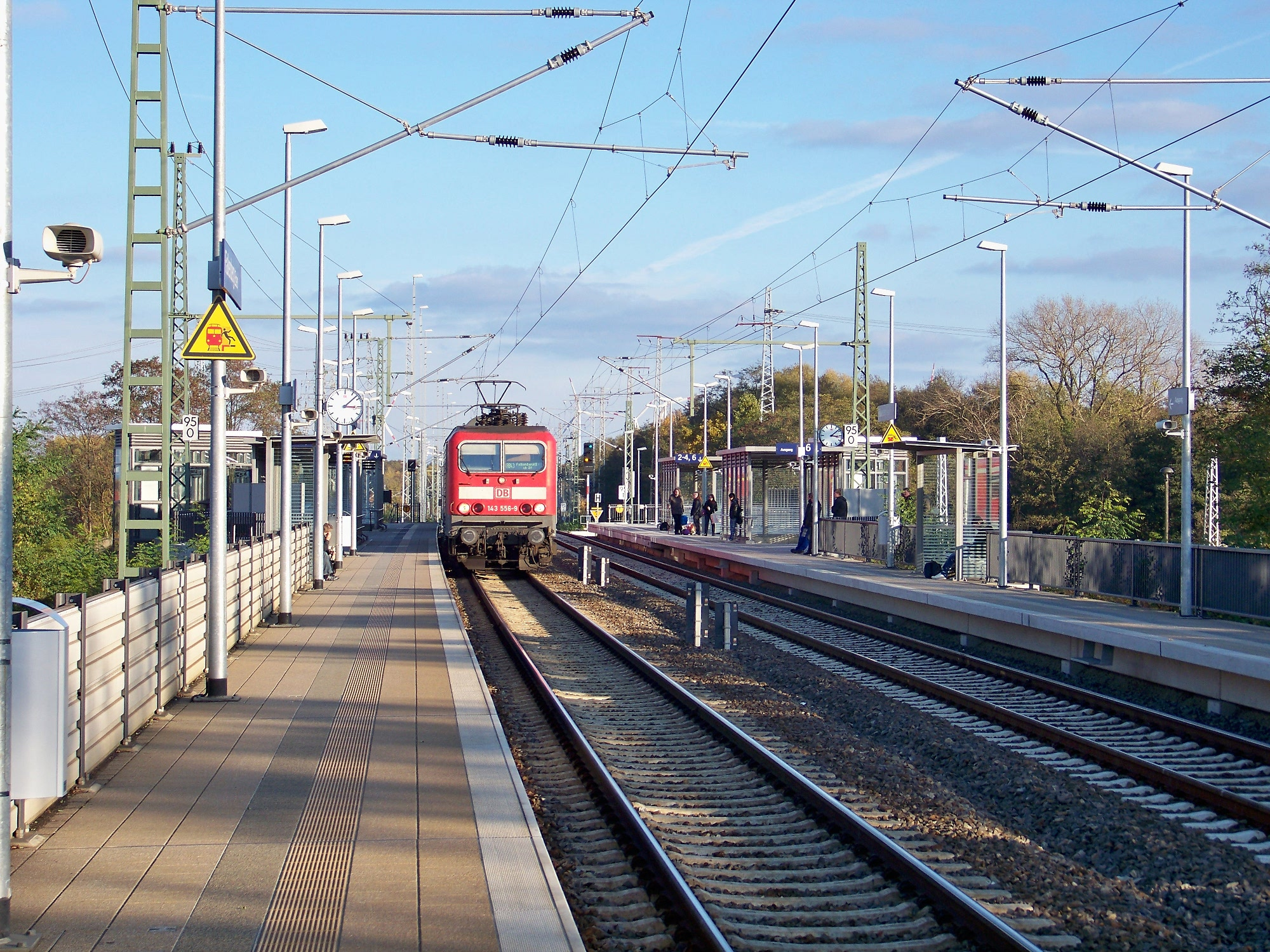
RE nach Leipzig an den 2010/11 neugebauten oberen Bahnsteigen

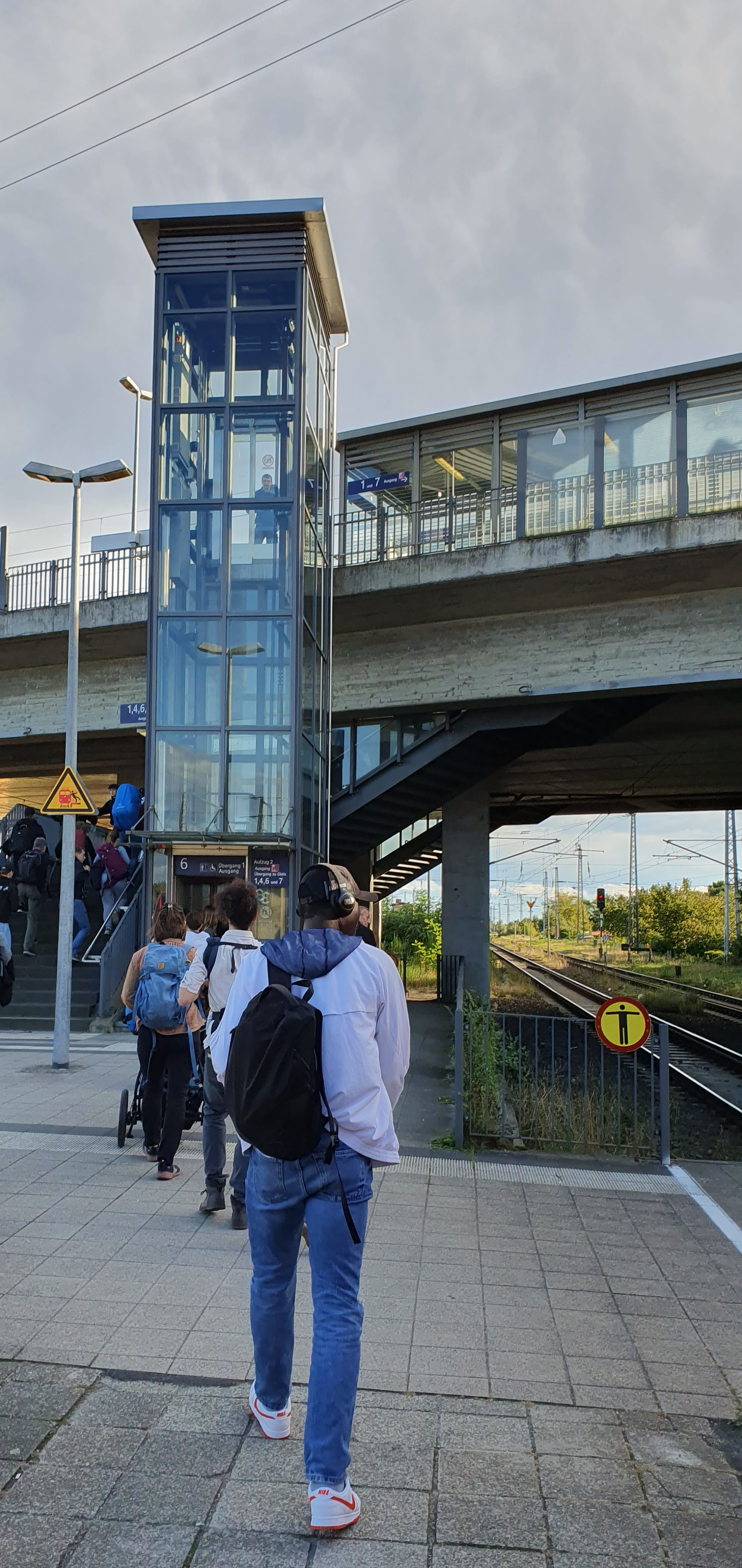
Umsteigen am Bahnhof Falkenberg (Elster)

Falkenberg war seit der Entwicklung zum Bahnknoten für lange Zeit auch Fernverkehrshalt. In Nord-Süd-Richtung konkurrierte nach Fertigstellung der Berlin-Dresdener Bahn diese mit der Anhalter Bahn über Falkenberg um den Verkehr von Berlin in Richtung Dresden und Chemnitz. Dabei blieb es auch nach der Verstaatlichung beider Gesellschaften bis Ende der 1960er Jahre. Häufig wurden die Züge auf der Anhalter Bahn im Bahnhof Röderau bei Riesa in einen Zugteil nach Chemnitz und einen nach Dresden, zum Teil auch weiter nach Prag, geteilt. Fast alle diese Züge hielten im Bahnhof Falkenberg.
Im Jahr 1930 wurden 211 000 vom Bahnhof Falkenberg abfahrende Personen gezählt. Damals fuhren täglich 8 Schnell-, 6 Eil- und 42 Personenzüge in die verschiedenen Richtungen.
Seit Ende der 1960er Jahre wird der Verkehr von Berlin in Richtung Dresden und Riesa planmäßig fast ausschließlich über die Dresdener Bahn geführt. Aber auch nach 2000 gab es des Öfteren Umleitungen von Zügen zwischen Berlin und Dresden über Falkenberg, allerdings ohne Halt im Bahnhof.
In Ost-West-Richtung fuhren einige Schnell- und Eilzüge über Falkenberg, so in den 1930er Jahren ein Schnellzug-Paar zwischen Kassel und Breslau. Bis in die 1990er Jahre verkehrten eine Reihe von Schnellzügen in Ost-West-Richtung über Falkenberg, unter anderen ein Interzonenzug zwischen Frankfurt (Oder) und Frankfurt (Main) bzw. Mönchengladbach. In der ersten Hälfte der 1990er Jahre war das Zugangebot vertaktet worden. Im Fahrplan 1995/96 fuhren folgende Linien jeweils im Zweistundentakt den Bahnhof Falkenberg (Elster) an:
- Interregio Leipzig – Falkenberg – Doberlug-Kirchhain – Cottbus (teilweise vor Leipzig bereits von anderen Stationen kommend)
- Regionalexpress Schwedt – Berlin – Falkenberg – Ruhland – Cottbus
- Regionalbahn Leipzig – Falkenberg (mit Verstärkerzügen)
- Regionalbahn Falkenberg – Riesa (Taktlücke am Vormittag)
- Regionalbahn Falkenberg – Herzberg Stadt
- Regionalbahn Falkenberg – Ruhland
- Regionalbahn Falkenberg – Doberlug-Kirchhain – Cottbus
- Regionalbahn Lutherstadt Wittenberg – Falkenberg (mit Verstärkerzügen)

Hinzu kamen drei Regionalexpresszüge am Tag von Lutherstadt Wittenberg (teilweise bereits von Aschersleben) nach Görlitz.
Bereits 1995 war der über Herzberg Stadt hinausgehende Regionalverkehr eingestellt worden. Im April 1998 endete der Reiseverkehr auch zwischen Falkenberg und Herzberg Stadt. Im Mai 2001 strich die Deutsche Bahn die Interregio-Züge zwischen Leipzig, Falkenberg und Cottbus, stattdessen verkehrt seitdem eine Regionalexpresslinie. Zum Fahrplanwechsel im Dezember 2004 endete der Personenverkehr zwischen Falkenberg und Riesa. Im Laufe der Jahre gab es mehrere weitere Linienänderungen, unter anderem wurde eine Regionalexpress-Linie von Leipzig über Falkenberg nach Ruhland und Hoyerswerda eingeführt. Diese Linie wurde im Dezember 2013 unter der Bezeichnung S 4 Bestandteil der S-Bahn Mitteldeutschland.
Zum Fahrplanwechsel 2023 wurden die vorher bis und ab Hoyerswerda durchlaufenden Züge der Linie S 4 bis Falkenberg zurückgezogen. Der Abschnitt Falkenberg–Hoyerswerda wird von der neuen Linie RE 11 bedient.
Seitdem gibt es eine Umsteigeverbindung zwischen S 4 und RE 4 in der Relation Leipzig–Torgau–Berlin im Zweistundentakt. 
Der Bahnhof Falkenberg wird von folgenden Linien bedient:
| Linie               | Linienverlauf | Takt (min)    | EVU              |
| ------------------- | --- | ------------- | ---------------- |
| RE 4                | Falkenberg (Elster) – Jüterbog – Ludwigsfelde – Berlin Südkreuz – Berlin Hbf – Berlin Jungfernheide – Berlin-Spandau – Wustermark – Rathenow – Stendal Hbf | 120           | DB Regio Nordost |
| RE 10               | Leipzig Hbf – Eilenburg – Torgau – Falkenberg (Elster) – Finsterwalde – Cottbus – Guben – Frankfurt (Oder)                                                 | 120           | DB Regio Nordost |
| RE 11               | Leipzig Hbf – Eilenburg – Torgau – Falkenberg (Elster) – Elsterwerda-Biehla – Ruhland – Hoyerswerda                                                        | 120           | DB Regio Nordost |
| RE 14               | Falkenberg (Elster) – Annaburg – Lutherstadt Wittenberg – Coswig – Roßlau – Dessau                                                                         | einzelne Züge | DB Regio Südost  |
| RB 43               | Falkenberg (Elster) – Finsterwalde – Cottbus – Guben – Frankfurt (Oder)                                                                                    | 120           | DB Regio Nordost |
| RB 49               | Falkenberg (Elster) – Elsterwerda-Biehla – Ruhland – Senftenberg – Cottbus                                                                                 | 120           | DB Regio Nordost |
| RB 51               | Falkenberg (Elster) – Annaburg – Lutherstadt Wittenberg – Coswig – Roßlau – Dessau                                                                         | 120           | DB Regio Südost  |
| S 4                 | Falkenberg (Elster) – Torgau – Eilenburg – Leipzig – Markkleeberg-Gaschwitz                                                                                | 120           | DB Regio Südost  |
| Stand: 9. Juni 2024 | |               |                  |